# Wicked Lester
Wicked Lester foi um grupo de rock de Nova Iorque que deu origem à banda de hard rock Kiss. No início o grupo era chamado Rainbow e era formado pelo baixista Gene Klein (Gene Simmons) e pelo guitarrista Stanley Eisen (Paul Stanley). Em 1971 mudaram o nome da banda para Wicked Lester, nesse mesmo ano eles gravaram um álbum que nunca foi produzido.

## Integrantes
- Gene Simmons - baixo e vocal (1970-1973)
- Paul Stanley - guitarra base e vocal (1970-1973)
- Stephen Coronel - guitarra solo (1970-1972)
- Ron Leejack - guitarra solo (1972)
- Peter Criss - bateria e vocal (1973)
- Tony Zarrella - bateria (1970-1972)
- Brooke Ostrander - teclados (1970-1972)

## Artigos relacionados
- Kiss